# Исмаил I
Шах Исмаил I (на фарси شاه اسماعیل اول) е шах на Иран, управлявал от 1501 до 1524, основател на династията на Сефевидите (първата местна управляваща династия от 800 години) и наложил шиитската вместо сунитската версия на исляма. Управлението на Исмаил възстановява политическата самостоятелност на Иран, който се превръща в обширна империя, включваща Багдад и свещените за шиитите градове Наджаф и Кербала.

## Биография
Наследник на шейх Сефи ал-Дин, Исмаил Сефеви е последният наследствен водач на суфийския орден Сефевия, преди да стане владетел на Иран. Едва на една година той губи баща си, Хайдар Сефеви, суфи и водач на шиитската общност в Североизточен Иран, който е убит в битка. Майката на Исмаил, Халима Бегун, е дъщеря на тюркския владетел Узун Хасан и неговата съпруга Теодора Комнина, и съответно внучка по майчина линия на трапезундския император Йоан IV Велики Комнин. Според легендите малкият Исмаил трябвало да се крие в продължение на няколко години. В крайна сметка той се връща в Тебриз със сподвижниците си, решен да превърне шиизма в официалната религия на Иран.
Исмаил получава силна подкрепа сред жителите на Северен Иран, както и на някои части на Османската империя, главно Източен Анадол. През 1501 г. Исмаил I се обявява за шах, първият местен владетел след осем века чуждо управление в Иран и избира за своя столица Тебриз. През същата година побеждава турската държава Ак Коюнлу.
През 1510 Исмаил I започва война с узбеките и в битката край Мерв удържа победа над превъзхождащия го числено противник. Узбекският владетел Мохамед Шайбани е заловен и убит, докато се опитва да избяга от бойното поле, и шахът прави от черепа му украсена със скъпоценни камъни чаша.
През Селим I, сунитският султан на Османската империя, напада Исмаил, за да спре разпространението на шиизма в османските владения. Двамата владетели си разменят поредица войнствени писма преди началото на войната. Селим I удържа решителна победа в битката при Чалдиран през 1514. Армията на Исмаил е по-мобилна и по-добре подготвена, но османците надделяват, главно заради по-модерните си организация и въоръжение, включващо артилерия и мускети. Исмаил е ранен и едва успява да избяга.
На 7 септември Селим влиза триумфално в столицата Тебриз, но бунт сред войските му го принуждава скоро да се оттегли. Това дава възможност на Исмаил да възстанови силите си. Султан Селим взема за заложник любимата съпруга на шаха и иска големи отстъпки за връщането ѝ. Исмаил отказва да отстъпи, умира през 1524 г. и е наследен от сина си Тахмасп I.

## Поезия
Шах Исмаил е известен и като суфийски поет. Той пише главно на родния тюркски диалект, известен като азерски език, в по-малка степен на фарси. Смятан е за привърженик на по-опростен език, достъпен за по-широки кръгове. „Диван“, сборникът със стиховете му, е написан под псевдонима Хатаи. Той включва около 400 газели, както и близо 100 касиди и рубаи. Основни мотиви в тях са мистицизмът, любовта, шиитски религиозни теми, както и сафавидска политическа пропаганда. Други негови книги са „Несихетнаме“ и „Дехнаме“.